# Канадские федеральные выборы (1965)
Канадские федеральные выборы 1965 года состоялись в Канаде 8 ноября 1965 года. В результате было выбрано 265 членов 27-го парламента страны. Выиграла выборы либеральная партия во главе с Лестером Пирсоном. Официальной оппозицией стала прогрессивно-консервативная партия.

## Предвыборная кампания
Либеральная партия продолжала декларировать обещания предыдущей предвыборной кампании, в частности, создание новых рабочих мест, уменьшение подоходного налога. Они предлагали голосовать за себя, чтобы получить ещё пять лет процветания («five more years of prosperity»). Прогрессивно-консервативная партия выступала под лозунгом «Policies for People, Policies for Progress». Лозунгом новой демократической партии стал «Fed up? Speak up! Vote for the New Democrats!». Партия Социального Кредита разделилась перед выборами. Франкоканадское объединение социального кредита возглавил Реаль Кауэтт.
Основной темой выборов стали пенсии по возрасту.

## Результаты
В результате выборов в парламент страны прошли Либеральная партия Канады, Прогрессивно-консервативная партия Канады, Новая демократическая партия, Объединение социального кредита и Партия социального кредита Канады. Кроме того, в выборах принимали участия, но не получили ни одного места в парламенте коммунистическая партия, New Capitalist, Ouvrier Indépendant, Droit vital personnel, партия носорог, республиканская партия, Progressive Workers, Socialist Labour.
Либералы получили немногим больше мест, чем на предыдущих выборах, но им не хватило двух мест чтобы обеспечить большинство в парламенте. Прогрессивно-консервативная партия под руководством Джона Дифенбейкера снова стала второй. Несмотря на это, Дифенбейкер отказался уйти с поста главы партии. Количество голосов, отданных за новую демократическую партию слегка возросло, но им так и не удалось сделать прорыв, ожидаемы с момента создания партии в 1960 году. Квебекское объединение социального кредита набрало больше голосов чем сама партия социального кредита.